# Lax
Lax (toponimo tedesco) è un comune svizzero di 295 abitanti del Canton Vallese, nel distretto di Goms.

## Monumenti e luoghi d'interesse

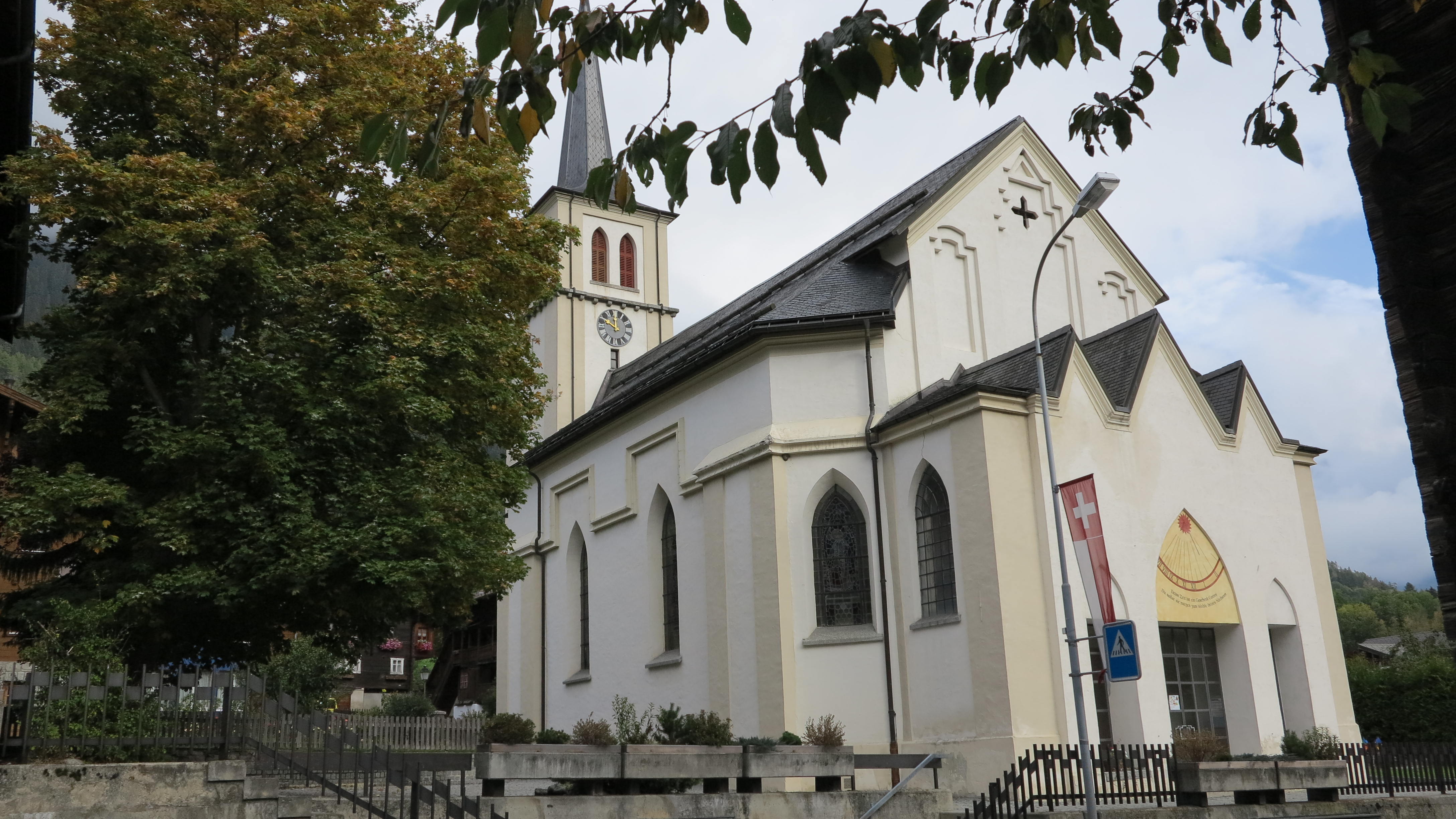
La chiesa di Sant'Anna

- Chiesa parrocchiale cattolica di Sant'Anna, eretta nel 1874[1].

## Società

### Evoluzione demografica
L'evoluzione demografica è riportata nella seguente tabella:
Abitanti censiti

## Infrastrutture e trasporti

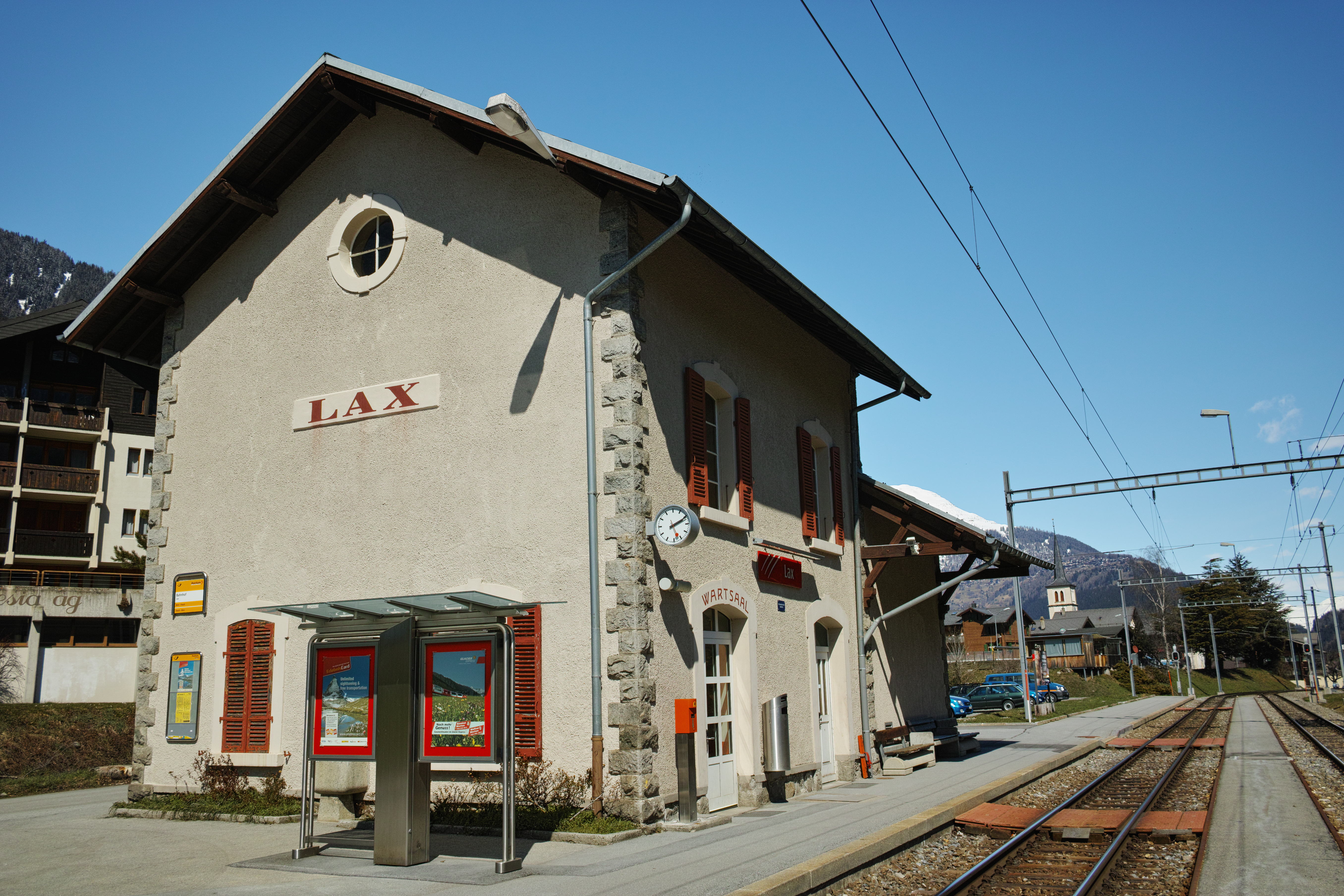
La stazione di Lax

Fiesch è servito dall'omonima stazione, sulla ferrovia del Furka-Oberalp.

## Amministrazione
Ogni famiglia originaria del luogo fa parte del cosiddetto comune patriziale e ha la responsabilità della manutenzione di ogni bene ricadente all'interno dei confini del comune.